# فيليكس أدلر (مهرج)
فيليكس أدلر (بالإنجليزية: Felix Adler)‏ هو لاعب سيرك ‏ ومهرج أمريكي، ولد في 17 يونيو 1895 في كلينتون في الولايات المتحدة، وتوفي في 1 فبراير 1960.